# 히오시

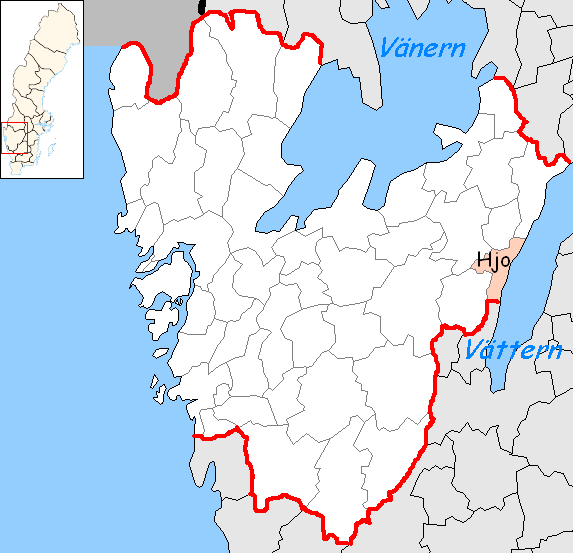
히오 시의 위치

히오시(스웨덴어: Hjo kommun)는 스웨덴 베스트라예탈란드주에 위치한 지방 자치체로 행정 중심지는 히오이며 면적은 584.47km2, 인구는 9,048명(2016년 12월 31일 기준), 인구 밀도는 15명/km2이다.

시 문장